# Avoyage

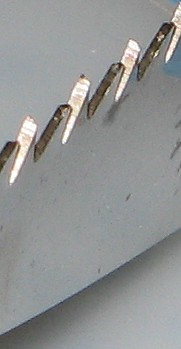
Lame de scie avoyée

L'avoyage consiste, après avoir serré une lame de scie dans un étau, à coucher les dents à l'aide d'un pointeau, d'une simple pince ou mieux, d'une pince spéciale dite pince à avoyer ou aussi avoyeuse qui permet une parfaite régularité de l'inclinaison.

## Déroulement
Cette opération s'effectue en alternance, une dent sur deux. Par exemple, toutes les dents paires d'une scie sont inclinées sur la droite, puis toutes les dents impaires vers la gauche. Pour des usages industriels, la voie est obtenue par écrasement de l'extrémité de la dent (et donc augmentation de son épaisseur), cet avoyage étant identique pour toutes les dents, il n'y a donc plus de notion de dents paires ou impaires. La voie doit correspondre à environ une fois et demi l'épaisseur de la lame. La lame peut ainsi glisser sans frottement dans le trait de scie. Dans les bois tendres et humides, il est préférable d'avoir une voie égale à deux fois l'épaisseur de la lame. Les scies dites à dents carbure ou à pastille carbure ont une voie naturelle créée par l'épaisseur des dents supérieure à celle de la lame. Dans les scieries modernes, les lames de scie à ruban sont aiguisées sur les deux côtés de la lame, ce qui permet de réaliser aussi un sciage au retour du chariot porteur de la grume, valorisant ainsi le temps passé au retour de la grume vers son point d'origine.